# Bomba hidroestàtica

Símbol d’una bomba hidroestàtica de desplaçament fix i sentit únic de gir.

Una bomba hidroestàtica (sovint anomenada bomba hidràulica) és aquella que és emprada en els circuits hidroestàtics, proporcionant cabals moderats a pressions molt altes.
Les bombes hidroestàtiques són accionades per motors exteriors giratoris que, generalment, són elèctrics o de combustió interna. El fluid hidràulic emprat és, pràcticament sempre, un oli mineral de característiques adequades.
Les bombes hidroestàtiques poden classificar-se en dos grups: les bombes de pistons (que són volumètriques o de desplaçament positiu) i les d'altres tipus.

## Bombes de pistons

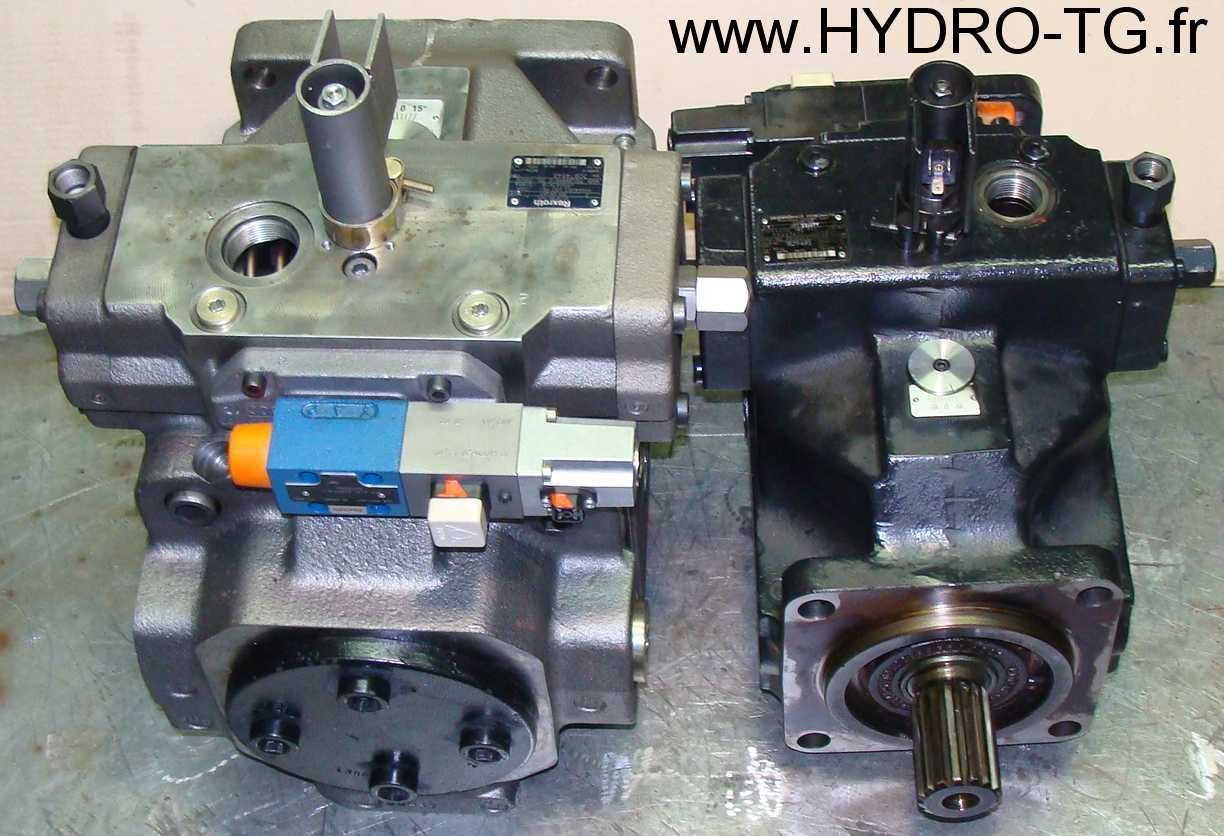
Dues bombes hidroestàtiques: Rexroth A4VSO250 (de pistons axials i desplaçament variable) i Bruninghaus A4VSO180.

Les bombes hidroestàtiques tradicionals són de pistons múltiples. Es tracta de bombes volumètriques o de desplaçament positiu. Pel que fa a les prestacions, la seva característica principal és la cilindrada o desplaçament: el volum que desplacen en cada revolució de l’arbre de la bomba. Hi ha bombes de desplaçament fix i bombes de desplaçament variable. O, el que és igual, bombes de cabal fix i bombes de cabal variable.

### Sentit de gir
Hi ha bombes que només poden girar en un sentit. Altres models són reversibles.

## Disposició dels pistons
El moviment relatiu dels pistons respecte de l'eix de gir de la carcassa determina la seva classificació. Els pistons axials es desplacen paral·lelament a l'eix. Els pistons radials es desplacen perpendicularment a l'eix indicat.

### Pistons axials

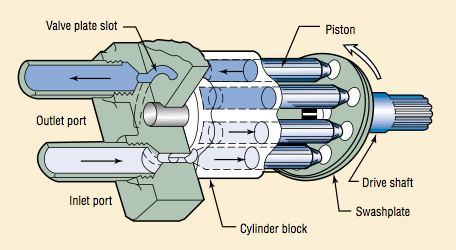
Bomba de pistons axials
Animació d’una bomba de pistons axials
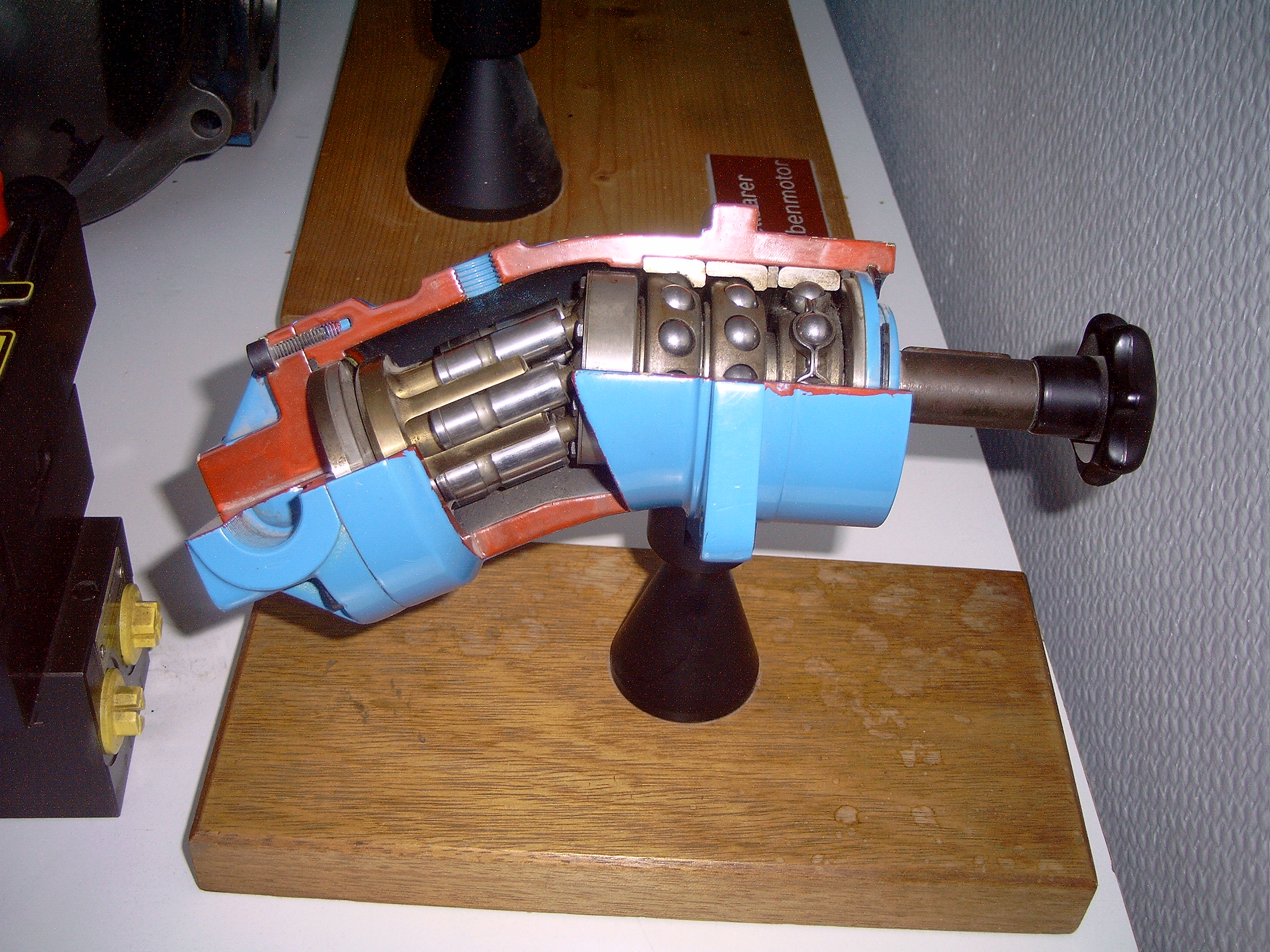
Bomba de pistons axials de desplaçament fix

### Pistons radials

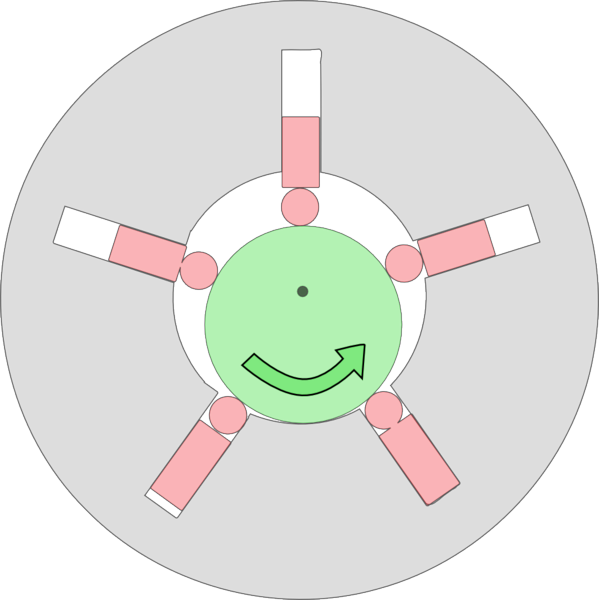
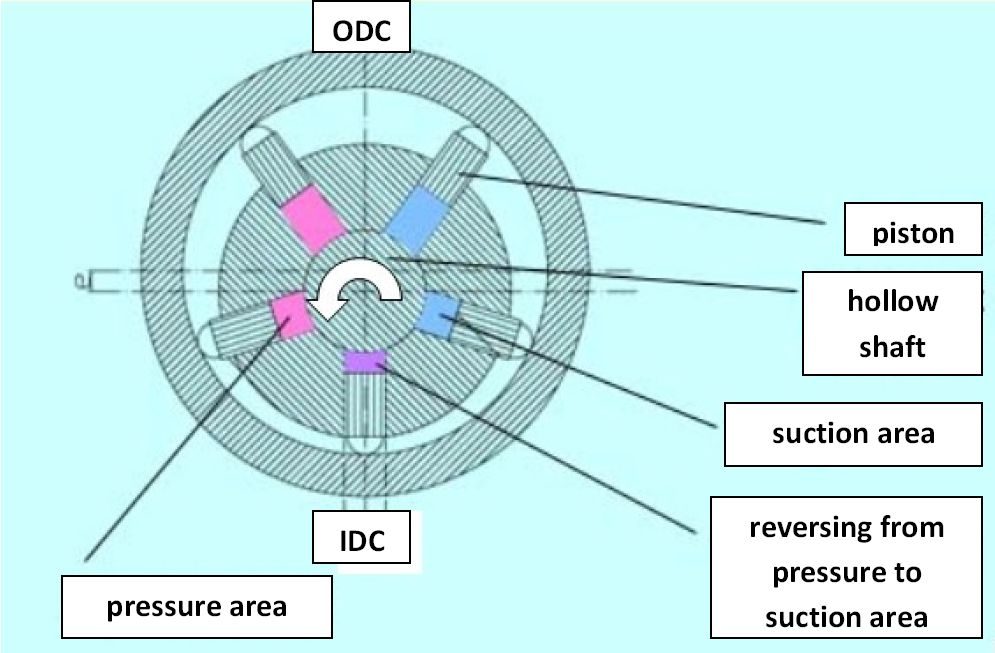
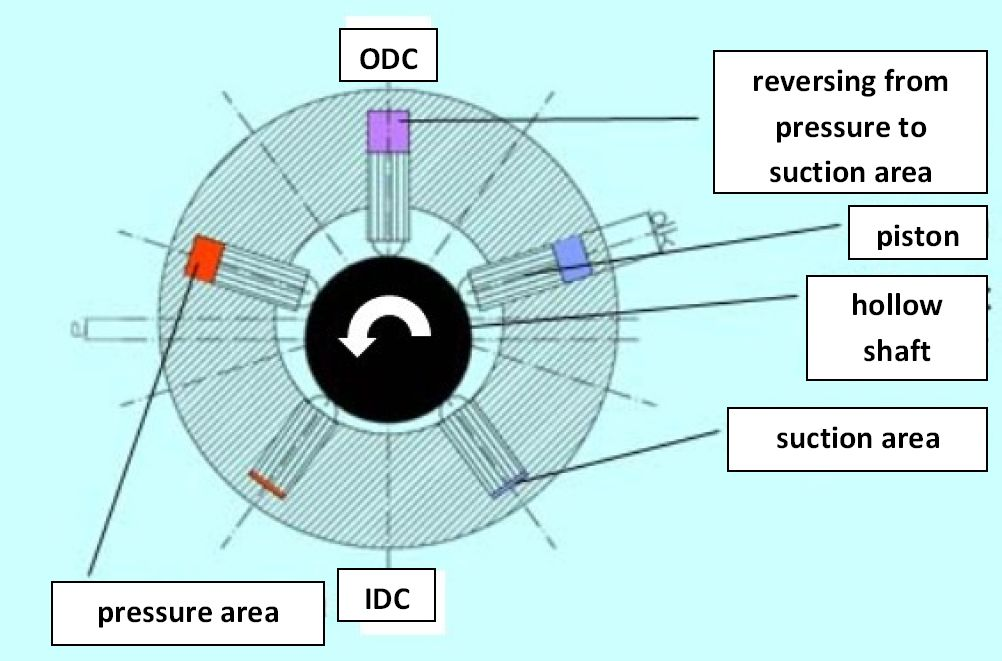

## Característiques

### Cilindrada
La cilindrada, desplaçament o capacitat volumètrica és el volum de fluid que passa per la bomba (sense considerar les pèrdues volumètriques provocades per les fuites) en una volta de l’arbre. La cilindrada s'expressa en cm3.

### Cabal
El cabal és el volum de fluid per unitat de temps. En el SI la unitat és el m3/s. En les unitats adequades el cabal (q) és igual a la cilindrada (c) multiplicada per les revolucions de la bomba (n).

### Potència
Hi ha dues potències a considerar en un bomba hidroestàtica: 
- la potència mecànica[11]
- la potència hidràulica

La potencia mecànica és la que aplica el motor “exterior” sobre la bomba per a fer-la girar. La fórmula de càlcul és la següent:
{\displaystyle P_{m}=T\omega }
- Si el parell T es dona en N.m i la velocitat de gir {\displaystyle omega} en 1/s, la potència resulta en W.

La potència hidràulica és la que comunica la bomba al fluid. La fórmula de càlcul és la següent:
{\displaystyle P_{h}=p\mathbb {Q} }
- Si la pressió p s'expressa en Pa i el cabal Q en m3/s, la potència resulta en W.

### Rendiment
El rendiment és la relació entre l'energia de sortida i l'energia d’entrada. Com que l'energia de sortida és inferior (menys en refrigeració) el rendiment és menor que la unitat.
{\displaystyle \eta ={E_{\mathrm {obtinguda} } \over E_{\mathrm {subministrada} }}}

#### Pèrdues volumètriques
Les pèrdues volumètriques són les pèrdues de fluid provocades per les fuites entre els pistons i els cilindres de la bomba. Un cabal de sortida menor que el cabal teòric significa pèrdua de potència. La potència de sortida és menor que la potència d'entrada.

#### Pèrdues per fregament
El fregament mecànic provocat pel moviment dels elements de la bomba exigeix un parell més gran d'entrada. Una part de la potència d'entrada no proporciona potència de sortida.

## Bombes d'altres tipus
A més de les bombes de pistons, hi ha altres tipus de bombes emprats en els sistemes hidroestàtics. Han de poder treballar a una pressió de 100 bar o més amb un rendiment acceptable.
- El grup més important és el de les bombes volumètriques rotatives o roto-estàtiques, en les quals una massa fluida és confinada en un o diversos compartiments que es desplacen des de la zona d'entrada (de baixa pressió) fins a la zona de sortida (d'alta pressió) de la màquina. Alguns exemples d'aquest tipus de màquines són la bomba de paletes, la bomba de lòbuls, la bomba d'engranatges i la bomba de cargol.